# مايكل هيلر
مايكل هيلر (بالبولندية: Michał Heller)‏ (و. 1936  م) هو فيزيائي، وعالم فلك، وفيلسوف، وكاتب بولندي، ولد في تارنوف، وهو عضوٌ في الأكاديمية البابوية للعلوم.

## التعليم
تعلم في جامعة يوحنا بولس الثاني الكاثوليكية في لوبلين.

## جوائز
حصل على جوائز منها:
- جائزة تمبلتون
- نيشان فرسان العقاب الأبيض.